# ساختار دی‌ان‌ای

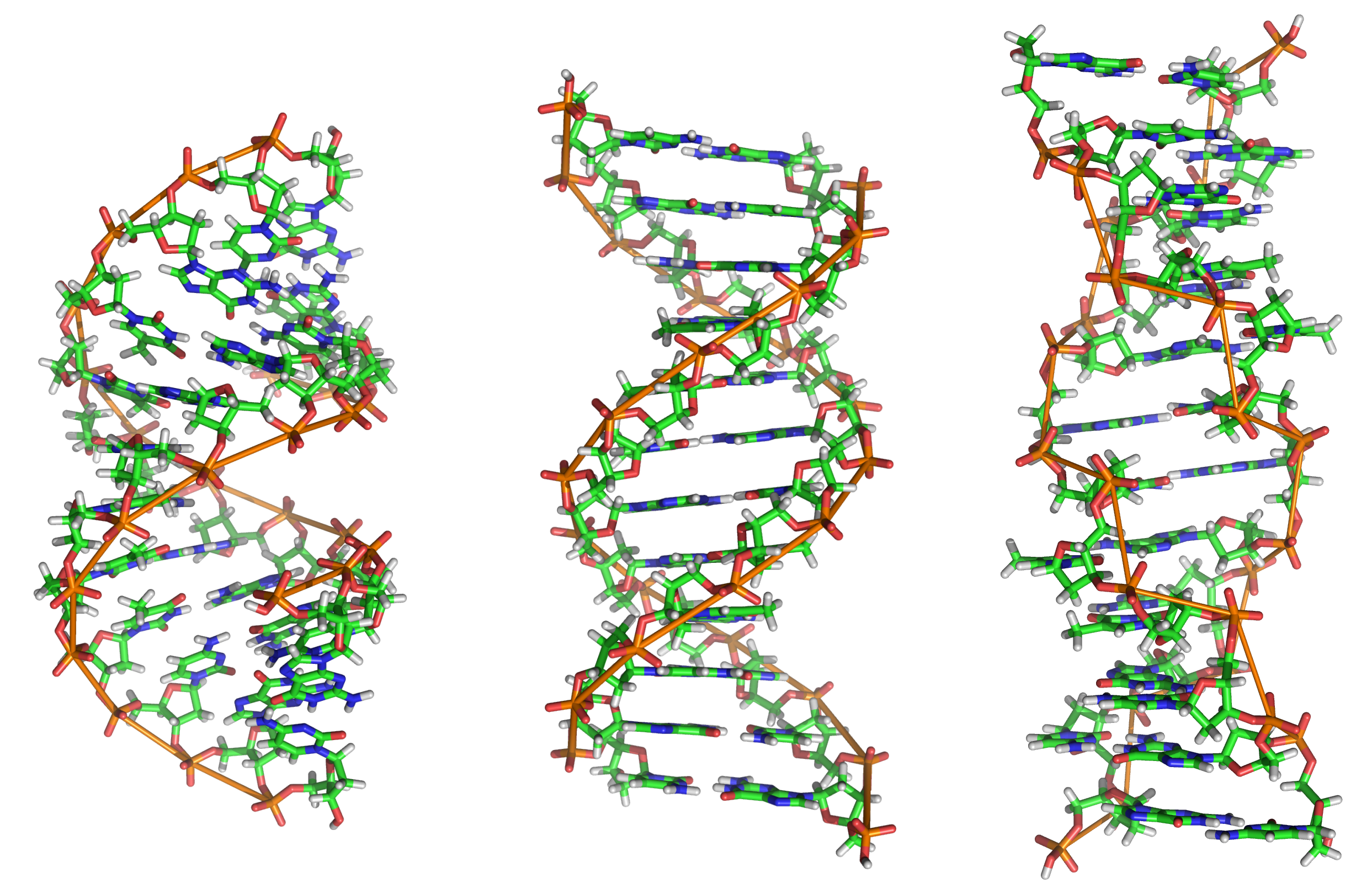
ساختار دی‌ان‌ای

دی‌ان‌ای یک ساختار دو رشته‌ای، متشکل از ۴ نوع نوکلئوتید است. این نوکلئوتیدها عبارتند از؛ آدنین (A)، گوانین (G)، سیتوزین (C) و تیمین (T). ساختار شیمیایی دی‌ان‌ای به صورت پیوند مشخصی از دو دنبالهٔ خطی از این ۴ نوکلئوتید می‌باشد که این اتصال‌ها فقط به صورت (A-T)، (T-A)، (C-G)، (G-C) وجود دارند.
در ساختار یک نوکلئوتید که 2 باز آلی نیتروژن‌دار 6 ضلعی و 5 ضلعی وجود دارد، باز آلی نیتروژن‌دار 5 ضلعی مستقیماً به قند 5 کربنه از طریق پیوند متصل است اما باز آلی 6 ضلعی مستقیماً از طریق پیوند به قند پنج کربنه متصل نیست، در واقع باز آلی نیتروژن‌دار 6 ضلعی از طریق باز آلی نیتروژن‌دار 5 ضلعی به قند پنج کربنه متصل است. 

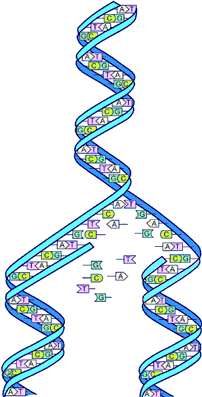
ساختار دی‌ان‌ای

## تاریخچه کشف ساختار دی‌ان‌ای (DNA)
در پایان سده نوزدهم یک بیوشیمی‌دان آلمانی بنام اسوالد اوری نشان داد که اسیدهای نوکلئیک دارای قند، اسید فسفریک و چند باز نیتروژن‌دار می‌باشند. اندکی بعد مشخص شد که قند موجود در اسیدهای نوکلئیک می‌تواند ریبوز یا دئوکسی ریبوز باشد. پس، اسیدهای نوکلئیک به دو دسته DNA (DeoxyriboNucleic Acid) – که قند موجود در آن‌ها دئوکسی ریبوز است – و (RNA RiboNucleic Acid) - که قند موجود در آن‌ها ریبوز است – تقسیم می‌شوند.
در سال ۱۹۴۸ لینوس پاولینگ کشف کرد که بسیاری از مولکول‌های پروتئینی به شکل یک مارپیچ هستند، و کم و بیش شکلی همانند فنر دارند. در سال ۱۹۵۰ نیز اروین چارگف نشان داد که اگرچه آرایش بازهای موجود در ساختار DNA بسیار گوناگون است، ولی همواره نسبت باز آدنین و باز تیمین موجود در آن با هم برابر است و همین طور نسبت باز سیتوزین با باز گوانین. این دو یافته نقش مهمی را در آشکار شدن ساختار مولکول DNA داشتند.
در دهه ۱۹۵۰ همچنان رقابت برای یافتن ساختار DNA ادامه داشت. در دانشگاه کمبریج فرانسیس کریک و جیمز واتسون برپایه کارهای پاولینگ کوشش داشتند تا با ارائه مدل‌های فیزیکی ساختارهای احتمالی ممکن برای DNA را محدود کنند تا سرانجام به ساختار درست دست یابند. گروه دیگری در برگیرنده موریس ویلکینز و رزالین فرانکلین نیز در کالج کینگ لندن هم‌زمان سرگرم مطالعه DNA بود. روش کار این گروه با گروه پیشین متفاوت بود. آن‌ها کوشش داشتند تا با روش آزمایشگاهی به ویژه با به‌کارگیری تصاویر پراش اشعه X از مولکول DNA، ساختار آن را معین کنند.
رزالین الیس فرانکلین دانشمند زن انگلیسی در بیست و پنجمین روز ژوئیه ۱۹۲۰ در ناتینگ هیل لندن متولد شد. رزالین در ۱۵ سالگی و درحالی که اروپا از زنان و دختران جز خانه‌داری انتظار دیگری نداشت تصمیم می‌گیرد دانشمند شود اما با مخالفت پدر روبرو می‌شود با اینحال او در ۱۸ سالگی وارد دانشگاه کمبریج لندن می‌شود و سه سال بعد در رشته شیمی از کالج نینونهام در کمبریج فارغ‌التحصیل می‌شود. وی برای تحقق بخشیدن به اهدافش وارد مرکز تحقیقات زغال لندن شد وبررسی‌های خود را برای اخذ مدرک دکترا در زمینه ریز ساختمان گرافیت وکربن ادامه داد. رزالین فرانکلین جوان ۴سال بعد و در ۲۵ سالگی موفق به اخذ مدرک دکترا در زمینه بیوفیزیک ملکولی از دانشگاه کمبریج گردید. وی پس از جنگ جهانی دوم به مدت سه سال به فرانسه رفت و در یک آزمایشگاه دولتی شیمی در پاریس مشغول به کار شد در آنجا با تکنیک پراش اشعه ایکس اشنا شد و در سال۱۹۵۰ مجدداً به انگلستان و به کمبریج برگشت تا مقامی در آزمایشگاه فیزیک شیمی کینگزکالج که بخشی از دانشگاه کمبریج لندن است به دست‌آورد. در دانشگاه هم‌زمان با موریس ویلکینز اما در دو گروه جداگانه اقدام به بررسی روی مولکول DNA نمود. وی بعد از آزمایش‌های سخت و طولانی سرانجام مجموعه‌ای از تصویر پراش پرتوی ایکس با کیفیت بالا، از بلور DNAتهیه کرد که البته هیچگاه به نام او به ثبت نرسید. ۳ سال بعد به آزمایشگاه کالج بریک بک رفت و در آنجا شروع به مطالعه روی ویروس موزائیک تنباکو کرد. او ثابت کرد که RNAویروس یک مارپیچ یگانه است وی همچنین روی پولیو ویروسها کار دیگری را آغاز کرد به عنوان مثال پس از آن او به مطالعهٔ بسیار خطرناک روی ویروس‌های زندهٔ فلج اطفال پرداخت در همان زمان بود که دو محقق انگلیسی یعنی واتسون و کریک معروف با استفاده از عکس‌هایی که رزالین تهیه کرده بود مدل ساختار دورشته‌ای مولکول DNAرا بدون اینکه اسمی از رزالین ببرند ارائه دادند. رزالین الیس فرانکلین جوان پس از سال‌ها تلاش در راه علم زیست‌شناسی به علت قرار گرفتن به‌طور مستقیم در معرض اشعهx و کریستالو گرافی مبتلا به سرطان شد و سرانجام در سال۱۹۵۸ در۱۶ آوریل در چلسی بعد از دو سال دست و پنجه نرم کردن با سرطان و در۳۸ سالگی درگذشت. ۴سال بعد از مرگ فرانکلین واتسون و کریک و موریس ویلکینز جایزه نوبل فیزیولوژی و پزشکی را ازآن خود کردند.
در سال ۱۹۵۱، فرانکلین دریافت که DNA با نگرش به میزان نم هوای پیرامون، می‌تواند دو شکل متفاوت داشته باشد و بنابراین نتیجه‌گیری کرد که بخش فسفات مولکول در سمت بیرونی آن قرار دارد. اندکی بعد او با به‌کارگیری تصاویر اشعه X فهمید که DNA در حالت «نمناک» از همگی ویژگی‌های یک مارپیچ برخوردار است؛ این احتمال که حالت دیگر مولکول DNA نیز به شکل مارپیچی باشد به ذهن او خطور کرد، ولی نمی‌خواست تا زمانی که شواهد پایانی برای این حدس پیدا کند آن را اعلام نماید. در ژانویه ۱۹۵۳ ویلکینز که از به نتیجه رسیدن تحقیقات ناامید شده بود، نتایج تحقیقات فرانکلین را بدون اطلاع و خشنودی او، با واتسون در میان گذاشت.
واتسون و کریک با به‌کارگیری این نتایج مدلی بسیار شگفت انگیز را برای ساختار DNA پیشنهاد نمودند. آن‌ها مولکول را به گونه دو زنجیر مارپیچی در برگیرنده نوکلئوتیدها تصور کردند که یکی از آن‌ها بالا می‌رفت و دیگری پایین می‌آمد. کریک که به تازگی یافته‌های چارگاف را هم مطالعه کرده بود کوشش کرد با به‌کارگیری آن‌ها روش قرار گرفتن بازها را در مولکول DNA مشخص کند.
او اظهار کرد که بازها در میانه این مارپیچ دوتایی دو به دو به هم متصل می‌شوند تا فاصله میان دو مارپیچ ثابت بماند. آن‌ها ادعا کردند که هر یک از این دو مارپیچ مولکول DNA می‌تواند به نام قالبی برای ایجاد دیگری بهره‌گیری شود.
در تقسیم سلولی این دو رشته از هم جدا می‌شوند و بر روی هر یک از آن‌ها یک نمونه جدید همانند رشته مقابل پیشین ساخته می‌شود. با این روش بدون اینکه ساختار DNA عوض شود، یک DNA همانند آن فرآوری می‌شود. در اندک مواردی که در این روند خطایی پیش بیاید، گواه «جهش» خواهیم بود. مدل آن‌ها چنان با اطلاعات برآمده از آزمایش‌ها مطابقت داشت که بی‌درنگ مورد قبول همه واقع شد. کشف ساختار DNA را می‌توان مهم‌ترین یافته زیستی در صد سال گذشته دانست. در سال ۱۹۶۲ واتسون، کریک و ویلکینز موفق به دریافت پاداش جایزه نوبل شدند، ولی فرانکلین در گذشته بود.

## بازگشتار
- آلبرت لنینگر، مایکل کاکس، دیویدلی نلسون (۱۳۸۵)، اصول بیوشیمی لنینجر، ترجمهٔ رضا محمدی، آییژ، شابک ۹۶۴-۸۳۹۷-۰۵-۸